# Créancier chirographaire en droit français
Pour un article plus général, voir Créancier chirographaire.
En droit français, un créancier chirographaire est un créancier simple, c'est-à-dire ne disposant d'aucune sûreté particulière. On le distingue des créanciers privilégiés, comme le trésor public ou les salariés d'une entreprise en difficulté.
Un créancier chirographaire dispose simplement, comme garantie du paiement de sa créance, du droit de gage général sur le patrimoine de son débiteur. C'est ce qu'exprime l'article 2284 du Code civil français lorsqu'il dispose que « Quiconque s'est obligé personnellement, est tenu de remplir son engagement sur tous ses biens mobiliers et immobiliers, présents et à venir. » Le créancier chirographaire a donc la faculté de faire vendre un des biens de son débiteur pour se payer sur le prix de vente.
N'étant pas titulaire d'un droit de préférence, le créancier chirographaire vient en concurrence avec tous les autres créanciers de son débiteur, ce qui signifie que l'actif de son débiteur sert en même temps de gage, de garantie, au paiement de la dette des autres créanciers de ce débiteur. C'est l'article 2285 du même code : « Les biens du débiteur sont le gage commun de ses créanciers ; et le prix s'en distribue entre eux par contribution, à moins qu'il n'y ait entre les créanciers des causes légitimes de préférence ».
Par ailleurs, il dispose d'actions lui permettant de recouvrer sa créance (action oblique et action paulienne).
Le titre de créancier chirographaire est le plus souvent utilisé dans les délibérations du juge commissaire.